# Hutton, Cumbria
Hutton är en by och en civil parish  i Cumbria i nordvästra England. Orten har 326 invånare (2001).